# Chlorodrepana allevata
Chlorodrepana allevata es una especie de polilla de la familia Geometridae. La especie fue descrita por primera vez por Louis Beethoven Prout habiendo sido descrita en 1915, con distribución en el África ecuatorial. El holotipo de la especie fue descrita en los Montes Aberdare, a poca distancia de Kikuyu (Kenia).

## Descripción
C. cryptochroma se diferencia de las otras especies del género en que tiene una mancha dorsal oscura más fuerte en el abdomen y una línea terminal más oscura en las alas superiores y una parte trasera en las alas menos empolvadas en la parte inferior.